# Agrochão
Agrochão ist eine Gemeinde (Freguesia) im portugiesischen Kreis (Concelho) von Vinhais. In ihr leben 220 Einwohner (Stand 19. April 2021).

## Geschichte
Die Ortschaft Agrochão entstand im Mittelalter, vermutlich erst nach der Reconquista. Erstmals erwähnt wurde sie in den königlichen Erhebungen unter König D.Afonso III. im Jahr 1258.
König D.Dinis gab dem Ort 1288 erste Stadtrechte.

## Kultur und Sehenswürdigkeiten
Neben einem Herrenhaus (Solar) und einem Steinbrunnen zählen einige Sakralbauten zu den Baudenkmälern der Gemeinde, insbesondere die Wallfahrtskirche Santuário do Divino Senhor Jesus da Piedade.
In der Gemeinde existieren zwei Museen, das ethnografische Heimatmuseum Museu etnográfico rural und ein Olivenöl-Museum, das Museu do Azeite. Neben der Stadtgemeinde von Vinhais ist Agrochão damit die einzige Gemeinde im Kreis Vinhais, die über eigene Museen verfügt.